# James Russell Lowell
James Russell Lowell (22 de febrero de 1819, Cambridge, Massachusetts – 12 de agosto de 1891, Cambridge, Massachusetts) fue un poeta, crítico, editor y diplomático estadounidense, del movimiento romántico. Se le asocia con los llamados Fireside Poets. En 1877 fue nombrado embajador en España.
Lowell se graduó en el Harvard College de la Universidad de Harvard, en 1838, pese a su reputación problemática. Posteriormente cursó estudios de Derecho en la Harvard Law School. Publicó su primera colección de poesía en 1841 y contrajo matrimonio con Maria White en 1844. Ambos se involucraron pronto en la causa abolicionista; el escritor expresó sus pensamientos sobre el particular en su poesía y trabajó como editor en un periódico abolicionista de Filadelfia, Pensilvania. El matrimonio tuvo varios hijos, aunque sólo uno sobrevivió a la niñez. Tras regresar a Cambridge, fue uno de los fundadores del periódido llamado The Pioneer, del que sólo salieron tres números. Lowell alcanzó notoriedad en 1848 con la publicación de A Fable for Critics, largo poema satírico contra escritores y poetas contemporáneos. Ese mismo año publicó The Biglow Papers, que incrementó su fama. Posteriormente publicaría más ensayos y libros poéticos.
Maria White murió en 1853 y Lowell, un año después, entró a trabajar como profesor de lenguas en Harvard, aunque efectuó un largo viaje por Europa antes de ocupar su puesto, que conservó durante veinte años. Contrajo segundas nupcias con Frances Dunlap en 1857. Ese año se convirtió en editor del The Atlantic Monthly. Veinte años más tarde recibió su primer cargo político, el de embajador en España. Luego lo sería del Reino Unido. Pasó sus últimos años en Cambridge, Massachusetts, el mismo estado donde había nacido. Allí murió en 1891.

## Biografía

### Primeros años
El primero de los Lowell que se asentaron en EE. UU. desde Inglaterra fue Percival Lowle, quien se afincó en Newbury, Massachusetts en 1639. James Russell Lowell nació el 22 de febrero de 1819, hijo del reverendo Charles Russell Lowell, Sr. (1782-1861), ministro de la Unitarian Church en Boston, que había estudiado previamente teología en Edimburgo, y de Harriett Brackett Spence Lowell. James fue el menor de seis hermanos; los otros se llamaban Charles, Rebecca, Mary, William y Robert. La madre del futuro escritor le imbuyó una temprana afición por la literatura, sobre todo la poesía, baladas y cuentos de su nativa Orkney. James asistió a la escuela de Sophia Dana, que se casaría con el trascendentalista George Ripley, y, más tarde estudió en otra escuela particularmente dura, donde tuvo como condiscípulo a Richard Henry Dana.
A comienzos de 1834, con quince años, empezó a estudiar en el Harvard College de dicha universidad; fue un estudiante problemático. En su segundo año, faltó a la capilla catorce veces y a clase cincuenta y seis veces. En su último año, escribió: «Durante el primer año, no hice nada, durante el segundo año, no hice nada, durante el tercero no hice nada, y durante el último año no he hecho hasta ahora nada en mis estudios universitarios.» En este último año, llegó a ser editor de la Harvardiana, revista literaria de la universidad, a la que contribuyó con prosa y poesía, que luego él mismo admitió de escasa calidad. Como diría más tarde: «Rebuznaba como un asno, creyendo que eso era poesía.» Lowell fue elegido mejor poeta en 1838 y, según era tradición, se le pidió que recitara un poema propio en la celebración correspondiente, el 17 de julio de 1838. Lowell, sin embargo, fue sancionado previamente y no se le permitió participar. Su poema fue aun así publicado gracias a una suscripción abierta por sus compañeros.
Dudando sobre la vocación a elegir, pensó en los negocios, la carrera religiosa, medicina y leyes. Se decidió por esta última, matriculándose en la Harvard Law School en 1840. Mientras cursaba dichos estudios siguió publicando en varias revistas poemas y prosa. En este tiempo, Lowell sufría ataques depresivos, llegando a tener pensamientos suicidas. Una vez confesó a un amigo que a los veinte años se había colocado una pistola en la frente y estuvo a punto de apretar el gatillo.

### Matrimonio y familia
A finales de 1839, Lowell conoció a Maria White a través de su hermano William, un compañero de clase en Harvard. Ambos se comprometieron en el otoño de 1840; el padre de ella, Abijah White, un rico comerciante de Watertown, insistió en que su boda debía ser pospuesta hasta que Lowell tuviera un empleo ventajoso. Finalmente, se casaron el 26 de diciembre de 1844, poco tiempo después de que el novio publicara Conversaciones sobre algunos poetas antiguos (Conversations on the Old Poets), una colección de ensayos propios previamente publicados. Un amigo describió la relación de la pareja como "el mejor retrato de un verdadero matrimonio"; el mismo Lowell decía que ella estaba hecha de "mitad de tierra y un poco más del Cielo" Como Lowell, escribía poesía y durante sus siguientes doce años de vida estuvo profundamente afectada por su influencia. Lowell dijo que su primer libro de poesía, Un año de vida (A Year's Life) (1841)), "debía toda su belleza a ella", aunque solamente fueron vendidas 300 copias. La personalidad y creencias de Maria la condujeron a verse involucrada en movimientos contra el libertinaje y la esclavitud. White, fue miembro de Sociedad Femenina antiesclavitud de Boston y convenció a Lowell a convertirse en un abolicionista. Aunque Lowell previamente había expresado opiniones antiesclavistas, White lo incitó a una expresión e involucramiento más activo. Su segundo volumen de poemas, Poemas misceláneos (Miscellaneous Poems), expresaba pensamientos antiesclavistas, y sus 1,500 copias fueron vendidas.
Debido a la débil salud de Maria y pensando ella que sus pulmones podrían sanar allí, la pareja se mudó a Filadelfia poco tiempo después de contraer matrimonio. En Filadelfia, Lowell se convirtió en editor auxiliar para el Pennsylvania Freeman, un periódico abolicionista. En la primavera de 1845, los Lowell volvieron a Cambridge (Massachusetts) para establecer su hogar en Elmwood. Tuvieron cuatro hijos, aunque solo una (Mabel, nacida en 1847) sobrevivió la infancia. Su primera hija, Blanche, nació el 31 de diciembre de 1845, pero vivió solo quince meses; Rose, nacida en 1849 también sobrevivió solo unos meses; su único hijo, Walter, nació en 1850, pero murió en 1852. Lowell se vio muy afectado por la pérdida de casi todos sus hijos. Su desgarro acerca de la pérdida de su primera hija fue expresado particularmente en su poema "La primera nevada" (The first snowfall) (1847). Una vez más, Lowell consideró el suicidio, escribiendo a un amigo que pensaba acerca "de sus navajas y mi garganta y soy un tonto y un cobarde por no terminar con todo esto de una vez".

### Carrera literaria
Los primeros poemas de Lowell fueron publicados sin que haya percibido paga alguna en el Southern Literary Messenger en 1840. Lowell se vio impulsado a realizar nuevos esfuerzos hacia su auto-soporte y su unió a su amigo Robert Carter para fundar la revista literaria, The Pioneer. El periódico se caracterizó por poseer contenido nuevo en vez de imprimir contenido previamente publicado y por poseer una crítica muy seria que no solo abarcaba la literatura, sino también, el arte en general y la música. Lowell escribió que el mismo "proveería a la porción inteligente y reflexiva del público lector con un sustituto racional de la enorme cantidad de basura diluida, en la forma de sosas historias de amor y sketches, las cuales son vertidas mensualmente a ellos por medio de muchas de nuestras revistas populares". William Wetmore Story advirtió que la publicación era de un elevado gusto, escribiendo que, "toma cierta posición y acude a un estándar intelectual más alto que nuestras pueriles y leves revistas sosas de las cuales estamos desbordados". La primera publicación de la revista incluyó la primera aparición de El corazón delator de Edgar Allan Poe. Poco tiempo después de la primera publicación, Lowell fue tratado en Nueva York por una enfermedad en el ojo. En su ausencia, Carter realizó un pobre trabajo en la administración de la revista. Luego de tres números mensuales, que comenzaron en enero de 1843, la revista cesó la publicación dejando a Lowell una deuda de $1.800. Poe lamentó la desaparición de la revista, refiriéndose a ella como "un gran golpe a la causa - la causa de un Gusto Puro".
A pesar del fracaso de The Pioneer, prosiguió el interés de Lowell en el mundo literario. Escribió una serie acerca del "Anti-esclavismo en los Estados Unidos" para el London Daily News, aunque fue interrumpida por los editores luego de cuatro artículo en mayo de 1846. Lowell, publicó esos artículos anónimamente, creyendo que los mismos tendrían un mayor impacto si no se conocía que habían sido fruto del trabajo de un comprometido abolicionista. En la primavera de 1848 estableció contacto con el National Anti-Slavery Standard of New York, acordando contribuir semanalmente ya sea con un poema o un artículo en prosa. Luego de un año, se le pidió contribuir con la mitad de lo que usualmente aportaba al Standard para hacer lugar a contribuciones de otro escritor y reformista llamado Edmund Quincy.

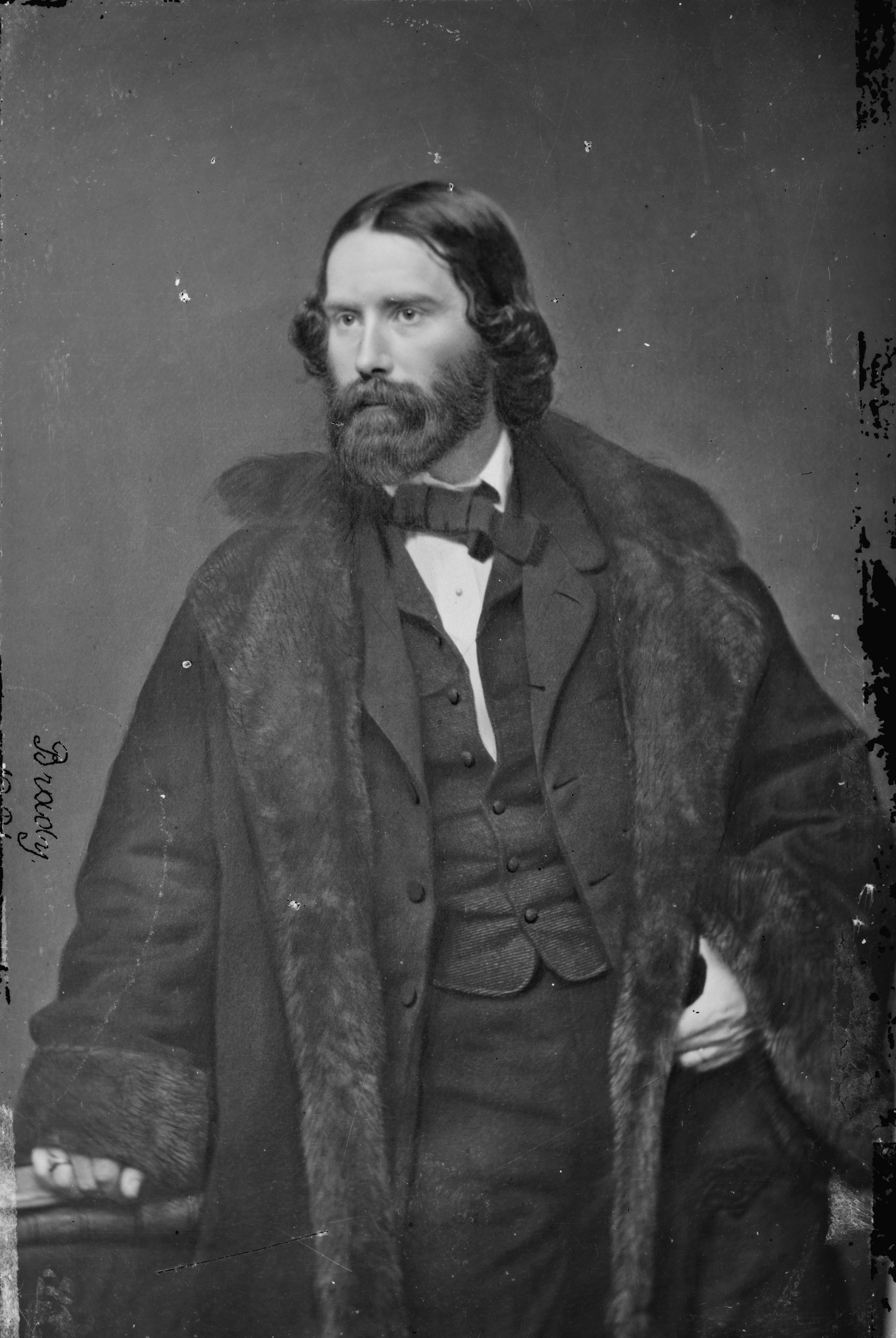
James Russell Lowell, Biblioteca del Congreso de Estados Unidos fotografía de la colección Brady-Handy

Una fábula para críticos, una de los trabajos más populares de Lowell, fue publicado en 1848. Una sátira, que fue publicada anónimamente; en ella, Lowell realiza comentarios sarcásticos a sus poetas y críticos contemporáneos. Se tornó popular, y los primeros tres mil ejemplares fueron vendidos rápidamente. Sin embargo, no todos los temas tratados fueron recibidos con agrado. Se refirió a Edgar Allan Poe, como en parte genio y "dos quintos de puras tonterías", por su parte Poe criticó el trabajo de Lowell en el Southern Literary Messenger y lo llamó " flojo, mal concebido y débilmente ejecutado tanto en detalle como en general... confesamos cierta sorpresa en que haya publicado una ejecución tan tosca". Lowell ofreció las ganancia de su libro, que resultaron ser pequeñas, a su amigo de Nueva York Charles Frederick Briggs, a pesar de sus propias necesidades financieras.
En 1848, Lowell publicó también Los papeles de Biglow, luego llamado por el Club Grolier como el libro más influyente de 1848. Los primeros 1.500 ejemplares fueron vendidos en una semana y fue encargada una segunda edición, aunque Lowell no obtuvo ganancias teniendo que pagar el costo de la imprenta el mismo. El libro presentaba tres personajes principales, cada uno representando diferentes aspectos de la vida estadounidense y usando los dialectos auténticos en sus diálogos. Bajo la superficie de la obra, Los papeles de Biglow fueron también una denuncia de la intervención estadounidense en México y de la guerra en general.

### Primer viaje a Europa
En el año 1850, la madre de Lowell murió inesperadamente como también su tercera hija, Rose. Su muerte dejó a Lowell deprimido y recluido durante seis meses, a pesar del nacimiento de su hijo Walter a fines de ese año. Escribió a un amigo que la muerte "es un tutor privado. No tenemos compañeros de clase, y debemos aprender de memoria su lección a solas". Estos problemas personales como también el Compromiso de 1850 llevaron a Lowell a aceptar una oferta de William Wetmore Story para pasar un invierno en Italia. Para pagar el viaje, Lowell vendió unas tierras en los alrededores de Elmwood, con la pretensión de vender más acres para complementar sus ingresos, terminó vendiendo 25 acres de los treinta originales (120.000 m²). Walter, murió súbitamente de cólera en Roma y Lowell junto a su mujer y su hija Mabel volvieron a los Estados Unidos en octubre de 1852. Luego, Lowell publicó un conjunto de memorias de sus viajes en algunas revistas, de las cuales unos años después serían publicadas como Fireside Travels (1867). También editó volúmenes con bosquejos biográficos para una serie acerca de los Poetas Británicos.
Su esposa Maria, que venía sufriendo de una débil salud durante años, cayó muy enferma en la primavera de 1853 y murió de tuberculosis el 27 de octubre. Justo antes de su entierro, su ataúd fue abierto por lo que su hija Mabel pudo ver su cara mientras Lowell se "apoyaba sollozando sobre un árbol durante un largo rato", como lo refirió Henry Wadsworth Longfellow y su esposa, que se encontraban en la concurrencia. Luego en 1855, Lowell supervisó la publicación de un volumen de la poesía de su esposa en memoria de ella, con solo cincuenta copias impresas destinadas a una circulación privada. A pesar de su autodescripto carácter "naturalmente jovial", la vida en Elmwood para Lowell se vio nuevamente complicada por la sordera de su padre en avanzada edad y el decadente estado mental de su hermana Rebecca, que usualmente pasaba hasta una semana sin hablar. Nuevamente, se apartó de los demás, recluyéndose en Elmwood. Sus diarios privados de esta época están inundados con las iniciales de su esposa. Por ejemplo, el 10 de marzo de 1854 escribió: "La oscuridad por fuera y por dentro. M.L. M.L. M.L." Longfellow, un amigo y vecino, se refirió a él como "solitario y desolado".

### Cátedra y segundo matrimonio
Bajo invitación de su primo John Amory Lowell, James Russell Lowell fue solicitado para dar una conferencia en el prestigioso Instituto Lowell. Algunos especularon que esta oportunidad dada a James era debida al nexo familiar, ofrecida como un intento para sacarlo de su depresión Lowell, eligió hablar acerca de "Los poetas ingleses", contándole a su amigo Briggs que se vengaría de los poetas muertos "por las injurias recibidas por uno de ellos, al cual el público no permitiría estar entre los vivos" La primera conferencia de una serie de doce fue el 9 de enero de 1855, sin embargo, por diciembre Lowell solo había terminado escribir cinco de ellas, esperando cierta inspiración de último momento. Su primera conferencia fue acerca de John Milton donde el auditorio se vio colmado; debido a esto, Lowell debió repetirla a la tarde siguiente. Lowell, quien no había hablado en público antes, fue alabado por aquellas conferencias. Francis James Child dijo que Lowell, a quien consideraba normalmente "perverso", era capaz de "mantenerse serio en contra de sus impulsos y talentos". Mientras aún se desarrollaba la serie de conferencias, se ofreció a Lowell la Cátedra Smith de Lenguajes Modernos en Harvard, un puesto vacante por Longfellow con un salario anual de $1.200. La descripción del trabajo fue cambiando luego de Longfellow; en vez de enseñar lenguajes directamente, Lowell supervisaría el departamento y daría dos conferencias por año acerca de temas elegidos por el. Lowell aceptó el trato, con la salvedad de que tendría un año de estudios en el exterior. Partió el 4 de junio del mismo año, dejando a su hija Mabel al cuidado de una institutriz llamada Frances Dunlap. Ya en el extranjero, visitó Le Havre, París y Londres pasando tiempo con amigos como Story, Robert Browning, Elizabeth Barret Browning y Leigh Hunt. Pero antes, Lowell pasó tiempo en el exterior estudiando idiomas, especialmente Alemán, el cual hallaba complicado. Se quejaba: "¡Los desconcertantes géneros! Si muero, quisiera que graben en mi lápida que he muerto de der, die, das no porque los halla captado sino porque no pude hacerlo"
Volvió a los Estados Unidos en el verano de 1856 comenzando sus deberes académicos. Hacia el final de su cátedra, el entonces presidente de Harvard Charles Eliot Norton apuntó que parecía que Lowell no tenía "una intención natural" a la enseñanza; Lowell estuvo de acuerdo, pero retuvo su cátedra durante veinte años. Se enfocó en la enseñanza de literatura más que en la etimología, esperando que sus estudiantes pudieran aprender a disfrutar del sonido, ritmo y flujo de la poesía más que de la técnica de las palabras. Resumió su método de la siguiente forma: "La verdadera erudición no consiste en conocer que las cosas existen, sino qué significan; no es memoria sino sentido del juicio" Aún apenado por la pérdida de su esposa, durante este tiempo Lowell evitó Elmwood y prefirió vivir en Kirkland Street, en Cambridge, un área conocida como el Corredor de los Profesores. Permaneció allí junto a su hija Mabel y su institutriz Frances Dunlap, hasta enero de 1861.
Lowell jamás pretendió casarse nuevamente luego de la muerte de su esposa Maria White. Sin embargo, en 1857, sorprendiendo a sus amigos, se comprometió con Frances Dunlap, la cual muchos describían como simple y poco atractiva. Dunlap, hija del antes gobernador de Maine Robert P. Dunlap, fue una amiga de la primera esposa de Lowell. Provenía de una familia rica que sin embargo se había venido a menos en término económicos. El 16 de septiembre de 1857 Lowell y Dunlap se casaron, en una ceremonia presidida por su hermano. Lowell escribió: "Mi segundo matrimonio fue el acto más sabio de mi vida, y mientras yo esté seguro de ello, puedo permitirme esperar hasta que mis amigos estén de acuerdo conmigo".

### Los años de la guerra y el tiempo posterior

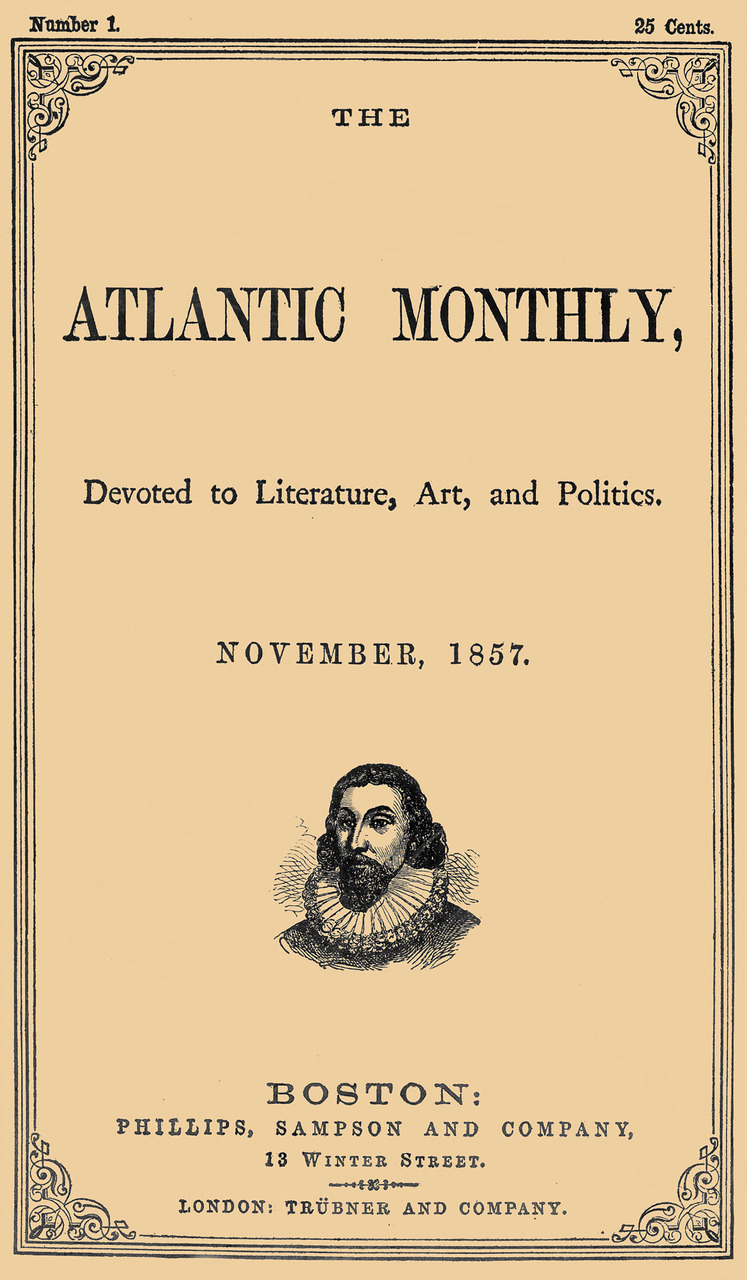
The Atlantic Monthly, noviembre 1857

En el otoño de 1857, se fundó el Atlantic Monthly y Lowell fue su primer editor. Con su primer número en noviembre del mismo año, él le dio a la revista la impronta de alta literatura y de un discurso atrevido acerca de asuntos públicos. En enero de 1861, el padre de Lowell murió de un ataque al corazón, motivando a Lowell a mudarse con su familia de nuevo a Elmwood. Como le escribió a su amigo Briggs, "Nuevamente estoy de vuelta al lugar que más amo. Estoy sentado en mi viejo desván, en mi viejo escritorio, fumando mi vieja pipa... Me comienzo a sentir como mi antiguo ser más que en estos diez años". Poco tiempo después, en mayo, dejó el "Atlantic Monthly" cuando James Thomas Fields tomó el puesto como editor; la revista había sido comprada dos años antes por Ticknor and Fields por una suma de $10 000. Lowell volvió a Elmwood en enero de 1861 y mantuvo una relación amigable con los nuevos dueños de la revista, continuando el envío de su prosa y poesía durante el resto de su vida. Su prosa, sin embargo, fue presentada en mayor cantidad en las páginas del North American Review durante los años 1862-1872. Para esta última publicación sirvió como coeditor junto a Charles Eliot Norton. Las reseñas de Lowell para la revista cubrían una amplia variedad de lanzamientos literarios de su tiempo, aunque estuviera escribiendo solo unos pocos poemas.
Temprano, en 1845, Lowell predijo que el debate acerca de la esclavitud llevaría a la guerra. y cuando la Guerra de Secesión estalló en la década de 1860, Lowell utilizó su puesto en la Review para alabar a Abraham Lincoln y sus intentos para mantener a la Unión. Lowell perdió tres sobrinos durante la guerra, incluyendo a Charles Russell Lowell Jr, que se había transformado en Brigadier General y cayó en la batalla de Cedar Creek. El mismo Lowell fue generalmente un pacifista. Aun así, esxribió: "Si la destrucción de la esclavitud es una consecuencia de la guerra, ¿deberíamos lamentarnos? Si fuera necesaria la continuación de la guerra, ¿alguien debería oponérsele?" Su interés en la guerra civil lo inspiró para escribir una segunda serie de Los papeles de Biglow, incluyendo uno especialmente dedicado a la preliminar Proclamación de emancipación llamada "Sunthin' in the pastoral line" en 1862.
Poco tiempo después del asesinato de Lincoln, Lowell fue llamado a presentar un poema en Harvard en memoria de los graduados muertos en la guerra. Su poema, "Oda de conmemoración" (Commmemoration Ode), le costó su sueño y apetito, pero fue entregada el 21 de julio de 1865, luego de un "atraco" de 48 horas de escritura. Lowell tenía grandes esperanzas por su obra, pero se vio eclipsado por otros notables trabajos presentados ese día, incluyendo el de Ralph Waldo Emerson y Oliver Wendell Holmes "no provoqué el efecto que esperaba" escribió, "y estoy avergozado al pensar nuevamente si puedo escribir poesía, una falsa ilusión de la cual estuve tolerablemente libre esta docena de años". A pesar de su valoración personal, sus amigos y otros poetas le mandaron muchas cartas felicitándolo. Emerson se refirió a su poema como de "alto pensamiento y sentimiento" y James Freeman Clarke notó su "grandeza de tono". Luego Lowell le agregó una estrofa a Lincoln.
En la década de 1860, Longfellow, amigo de Lowell pasó algunos años traduciendo la Divina Comedia de Dante Alighieri y regularmente invitaba a otros a ayudarlo en las tardes de los miércoles. Lowell fue uno de los miembros principales del llamado "Dante Club", junto a William Dean Howells, Charles Eliot Norton y otros invitados ocasionales. Poco tiempo después, el 24 de enero de 1867 fue portador del ataúd de su amigo y editor Nathaniel Parker Willis. Lowell, decidió producir otra colección de su poesía. "Bajo los sauces y otros poemas" (Under the Willows and Other Poems) fue publicado en 1869, aunque originalmente, Lowell lo quiso titular "El viaje a la Vinland y otros poemas" (The voyage to the Vinland and other poems). El libro, dedicado a Norton, compendiaba poemas que Lowell había escrito en los veinte años previos y fue su primera colección de poemas desde 1848.
Lowell pretendía realizar otro viaje a Europa. Para financiarlo, vendió más terrenos de Elmwood y alquiló la casa a Thomas Bailey Aldrich; Mabel, la hija de Lowell se había mudado a un nuevo hogar junto a su marido Edward Burnett, el hijo de un exitoso granjero y hombre de negocios de Soutboro, Massachusetts. Entonces, Lowell y su esposa partieron el 8 de julio de 1872, luego de pedir un permiso de ausencia en Harvard. Visitaron Inglaterra, París, Suiza e Italia. Mientras estuvo en el exterior, recibió un Doctorado en Leyes honorario de la Universidad de Oxford y otro de la Universidad de Cambridge. Volvieron luego a los Estados Unidos en el verano de 1874.

### Compromisos políticos

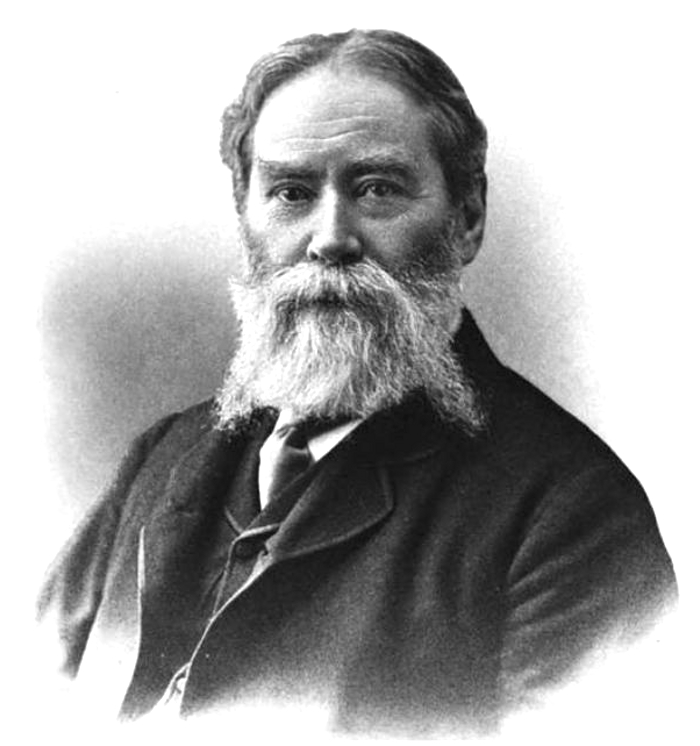
James Russell Lowell en sus últimos años

Lowell renunció a su cátedra en Harvard en 1874, aunque fue convencido para continuar enseñando hasta 1877. Fue en el año 1876 cuando Lowell dio sus primeros pasos en el campo de la política. Ese año, sirvió como delegado en la Convención Nacional Republicana en Cincinnati, Ohio, hablando en beneficio del canditato presidencial Rutherford B. Hayes. Luego Hayes, ganó la nominación y finalmente, la presidencia. En mayo de 1877, el presidente Hayes, un admirador de los Papeles de Biglow, envió a William Dean Howells hacia Lowell con una nota escrita a mano proponiéndole una embajada en Austria o Rusia; Lowell no aceptó la propuesta pero remarcó su interés en la literatura española. Entonces se le ofreció y aceptó el cargo de Ministro en la Corte de España (embajador) con un salario anual de $12.000. Lowell partió de Boston el 14 de julio de 1877 y aunque esperaba estar en el extranjero por un año o dos, no volvió a Estados Unidos hasta 1885, mientras el violinista Ole Bull alquilaba Elmwood durante un lapso de aquel tiempo en el que Lowell estuvo fuera. Los medios españoles se referían a él como "José Bighlow". Lowell fue bien preparado para su cargo político, habiendo sido entrenado en leyes, como también en ser capaz de leer en muchos idiomas. Tuvo problemas para socializarse mientras estuvo en España, pero sin embargo, se divertía a sí mismo mediante el envío de despachos chistosos a sus jefes políticos en los Estados Unidos, muchos de los cuales fueron luego compendiados y publicados póstumamente en 1899 como "Impresiones de España" (Impressions of Spain). La vida social de Lowell mejoró cuando la Real Academia Española lo eligió como miembro correspondiente a fines del año 1878, permitiéndole contribuir en la preparación de un nuevo diccionario.
En enero de 1880 se informó a Lowell que había sido designado embajador en Inglaterra, nominación que fue hecha sin su conocimiento en junio de 1879. Se le concedió un salario de $17.500 junto a gastos de aproximadamente $3.500. Durante su servicio, dirigió la importación de ganado supuestamente enfermo e hizo recomendaciones que precedieron al Pure Food and Drug Act. La Reina Victoria comentó que nunca había visto un embajador que "creara tanto interés y ganara tanto aprecio como el Sr. Lowell". Lowell mantuvo su cargo hasta el fin de la presidencia de Chester A. Arthur en la primavera de 1885, a pesar de que la salud de su esposa empeorara. Lowell fue bien conocido en Inglaterra por sus escritos y, durante el tiempo que permaneció allí, se hizo amigo de Henry James que se refirió a él como un "conspicuo americano". También trabó amistad con Leslie Stephen y se convirtió en padrino de su hija, la futura escritora Virginia Woolf. Además, se hizo lo suficientemente popular como para que le ofrecieran una cátedra en Oxford luego de su retiro por parte del presidente Grover Cleveland, aunque declinó la oferta.
Su segunda esposa, Frances, murió el 19 de febrero de 1885, cuando Lowell aún permanecía en Inglaterra.

### Últimos años y muerte

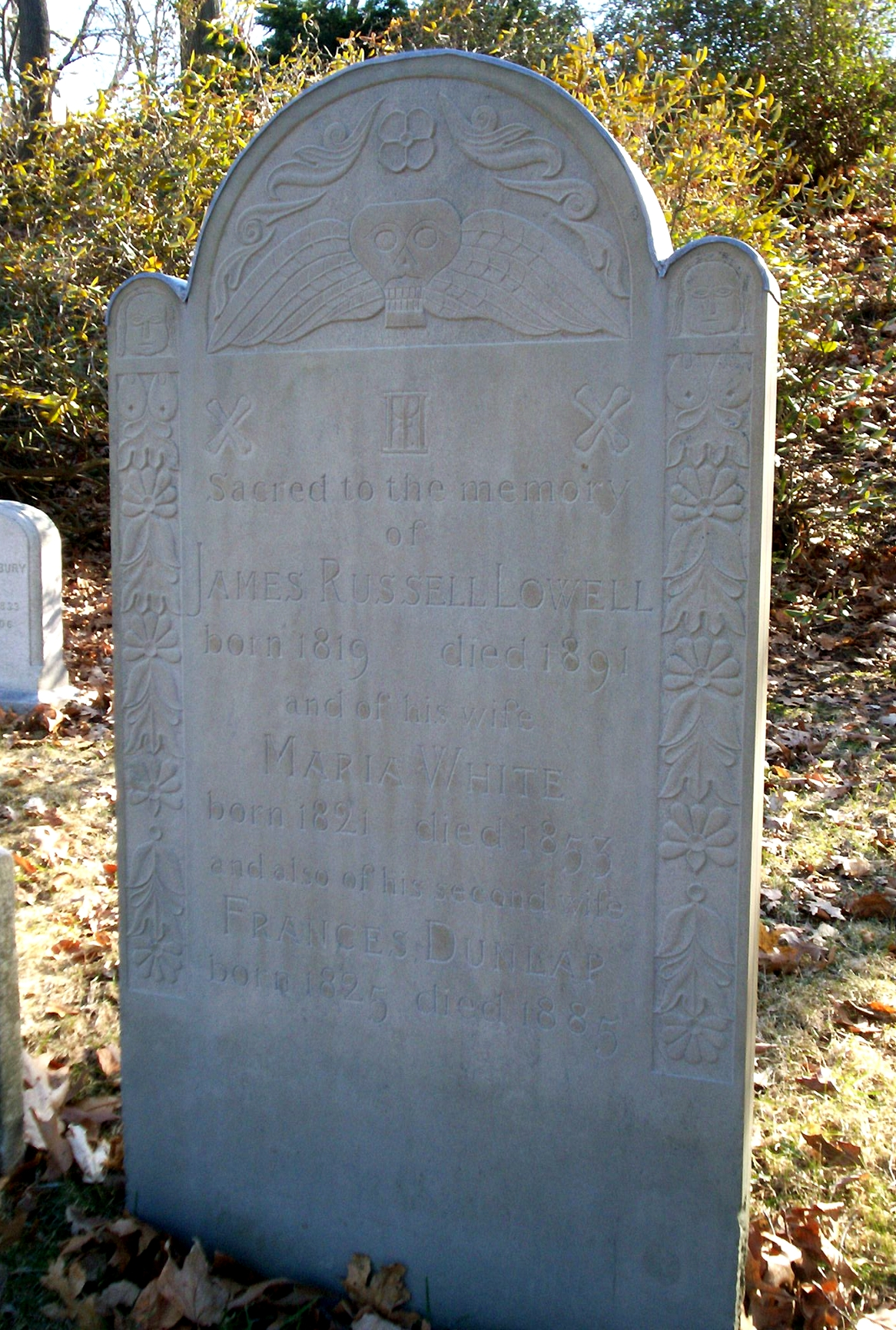
Tumba de James Russell Lowell en el Cementerio de Mount Auburn, en Cambridge (Massachusetts)

Volvió a los Estados Unidos en junio de 1885, viviendo con su hija y marido en Southboro, Massachusetts. También pasó tiempo con su hermana en Boston antes de volver a Elmwood en noviembre de 1889. Para esta época, la mayor parte de sus amigos estaban muertos, incluyendo Quincy, Longfellow, Dana y Emerson, dejándolo en un estado depresivo y contemplando de nuevo la idea del suicidio. Durante la década de 1880 Lowell ocupó parte del tiempo dando varios discursos, y sus últimos trabajos publicados en 1888 fueron principalmente colecciones de ensayos, incluyendo los "Ensayos políticos" (Political Essays) y una colección de sus poemas Heartsease and Rue. Durante sus últimos años, viajó a Inglaterra periódicamente y cuando volvió a los Estados Unidos en el otoño de 1889, se mudó nuevamente a Elmwood con Mabel, mientras su marido trabajaba para algunos clientes en Nueva York y Nueva Jersey. Ese mismo año Lowell dio un discurso en la celebración del centenario de la toma de mando de la presidencia por parte de George Washington. También el mismo año, el Critic de Boston le dedicó un número especial a Lowell por su septuagésimo cumpleaños compendiando algunas memorias y recuerdos de sus amigos, incluyendo el expresidente Hayes, Benjamin Harrison y el primer ministro Británico William Ewart Gladstone como también Alfred Tennyson y Francis Parkman.
En los últimos meses de vida, Lowell se enfrentó a la gota, a la ciática en su pierna izquierda y a una náusea crónica; en el verano de 1891, los doctores creían que Lowell tenía cáncer de riñones, hígado y pulmones. Durante los últimos meses se le administró opio para paliar el dolor y raramente estuvo completamente consciente. Murió el 12 de agosto de 1891 en Elmwood. Luego de los servicios funerarios en la Capilla de Appleton, fue enterrado en el Cementerio de Mount Auburn. Luego de su muerte, Norton ofició como albacea literario y publicó algunas colecciones de los trabajos de Lowell como así también su correspondencia.

## Estilo y teoría literaria

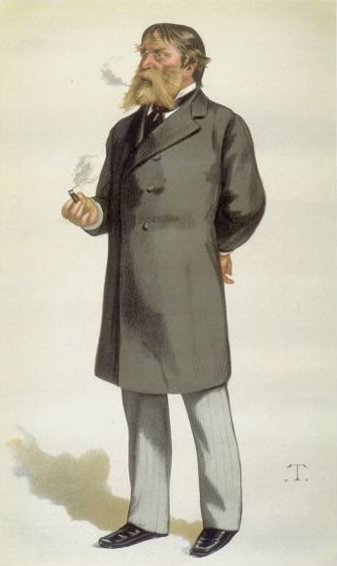
Retrato de Lowell realizado por Théobald Chartran en el año 1880

Al principio de su carrera, la escritura de Lowell estuvo influenciada por el Swedenborgianismo, una forma de cristianismo espiritualista fundada por Emanuel Swedenborg, provocando que Frances Longfellow (esposa del poeta Henry Wadsworth Longfellow) dijera que "ha permanecido mucho en el hábito de presenciar espíritus" Compuso su poesía rápidamente cuando se encontraba inspirado por una "luz interior" pero no pudo esrcibir a petición. Adhirió a la creencia común del siglo XIX que el poeta era un profeta pero fue más lejos uniendo también la religión, naturaleza y la poesía como así también la reforma social. Evert Augustus Duyckinck y otros, recibieron a Lowell como parte del Movimiento América Joven, un movimiento neoyorquino. Aunque no se hallaba oficialmente afiliado a ellos, compartía algunos de sus ideales, incluyendo la creencia de que los escritores poseían un inherente conocimiento profundo de la naturaleza moral de la humanidad y estaban obligados a la acción literaria junto a su función estética. A diferencia de muchos de sus contemporáneos, incluso algunos miembros de la América Joven, Lowell no apoyó la creación de una nueva literatura nacional. En lugar de eso, podió una literatura "natural", independiente del país, casta o raza y advirtió acerca del provincialismo (localismos) que podría "alejar la esperanza de una gran hermandad". Estuvo de acuerdo con su vecino Longfellow en que "quienquiera que sea más universal, es también muy nacional". Como Lowell dijo: 

Creo que ningún poeta en esta época pueda escribir algo bueno a no ser que dé algo de sí mismo hasta la [radical] tendencia ... La prueba de la poesía está, a mi parecer, en que se reduce a la esencia de una sola línea la borrosa filosofía que está flotando en la mente de todos los hombres, y la convierte en algo portátil y útil, listo para la mano ... Al menos, no hubo poema que me haga sentir estima hacia su autor si de alguna manera este no conducía hacia la verdad de la filosofía.

Como un estudioso de la lingüística, Lowell fue uno de los primeros miembros de la Sociedad Americana del Dialecto. Usaba estos conocimientos en sus escrituras, particularmente en los "Papeles de Biglow", presentando una ortografía antigramatical y fonética del dialecto Yankee. Por el uso de este dialecto vernáculo, Lowell pretendía acercarse al hombre común rebelándose ante la representación antinatural y formal de los estadounidenses en la literatura. Como escribió en su introducción de "Los papeles de Biglow": "pocos escritores americanos u oradores manejan su lengua nativa con la franqueza, precisión y fuerza que es común hoy en día en la madre patria". Aunque con una intención inicial humorística, esta presentación precisa del dialecto fue un trabajo pionero en la literatura estadounidense. Por ejemplo, el personaje de Lowell Hosea Biglow dice en verso:
Ef you take a sword an' dror it,

An go stick a feller thru,

Guv'ment aint to answer to it,

God'll send the bill to you.
Lowell es considerado como uno de los Fireside Poets, un grupo de escritores de Nueva Inglaterra de los años 1840 de los cuales todos poseían atención nacional y cuyos trabajos eran leídos a veces a voz alta en el fogón familiar. Además de Lowell, las principales figuras de este grupo fueron Longfellow, Holmes, John Greenleaf Whittier y William Cullen Bryant.

## Creencias
A pesar de haber sido un abolicionista, las opiniones de Lowell acerca de los afroamericanos fueron cambiantes. Aunque si bien abogó por el sufragio de los negros, apuntó que la habilidad de los mismos para votar podría ser problemática. Aun así, escribió, "Creemos que la raza blanca, por su superioridad tradicional e intelectual, retendrá el dominio suficiente para prevenir cualquier problema serio a partir del nuevo orden de las cosas". Los esclavos liberados, escribió, eran "sucios, perezosos y pasivos". Aún antes de su matrimonio con la abolicionista Maria White, Lowell escribió: "Los abolicionistas son los únicos con los cuales simpatizo de los presentes partidos." Luego de su casamiento, Lowell al principio no compartía el entusiasmo de White por la causa pero fue eventualmente empujado dentro del mismo. La pareja, a veces daba dinero a esclavos fugitivos a pesar de que su propia situación financiera no fuera buena, especialmente si les era pedido para liberar a una esposa o a un niño. A pesar de esto, no siempre estaba completamente de acuerdo con los seguidores del movimiento. La mayoría de esas personas, decía, "tratan las ideas como las personas ignorantes lo hacen con las cerezas. Piensan que son insalubres si no son tragadas con carozo y todo." Lowell retrató a los sureños bastante desfavorablemente en su segunda colección de Los papeles de Biglow pero, en 1865, admitió que los sureños fueron "culpables sólo de debilidad" y en, 1868, dijo que simpatizaba con los sureños y con su punto de vista acerca de la esclavitud. Los enemigos y los amigos de Lowell cuestionaron del mismo modo el vacilante interés acerca de la esclavitud. El abolicionista Samuel Joseph May lo acusó de intentar renunciar al movimiento debido a su asociación con Harvard y con los Brahmanes de Boston: "Habiendo entrado en la sociedad delicada, dignificada y autocomplaciente de la Universidad y de sus círculos de Boston, Lowell se ha ido al otro lado del mundo, y de la 'respetabilidad'."
Lowell también se involucró en otros movimientos reformistas. Pidió por mejores condiciones de trabajo en las fábricas, se opuso a la pena capital y apoyó al movimiento por la templanza. Su amigo Longfellow estaba especialmente preocupado por su fanatismo por la templanza, preocupándose de que Lowell le pidiera que destruyera su bodega de vinos. Existen muchas referencias de Lowell bebiendo durante sus años universitarios y parte de su reputación en la escuela se basaba en esto mismo. Su amigo, Edward Everett Hale rechazó aquellas acusaciones y a partir de ese momento, Lowell consideró unirse al club "anti-vino" convirtiéndose luego en un abstemio durante los primeros años de su primer matrimonio. Sin embargo, a medida que fue ganando notoriedad, se tornó popular también en los círculos sociales y clubes y, lejos de su esposa, podía beber bastante. Cuando bebía, experimentaba salvajes cambios de humor, desde la euforia hasta el pánico.

## Críticas y legado
En 1849, Lowell dijo de sí mismo, "Soy el primer poeta que se ha esforzado en expresar la Idea Americana, y con el tiempo seré popular". El poeta Walt Whitman dijo: "Lowell no fue un sembrador—fue un constructor. Él construyó poemas: el no puso la semilla, y regó la semilla, y la envió bajo su sol—dejando que el resto se cuide de sí mismo: midió sus poemas—guardados dentro de una fórmula." El poeta compañero de los Fireside John Greenleaf Whittier alabó a Lowell escribiendo dos poemas en su honor y llamándolo "nuestro nuevo Teócrito" y "uno de los más fuertes y viriles de nuestros escritores-un poeta republicano que se atreve a decir valientes palabras de una verdad impopular". El autor británico Thomas Hughes se refirió a Lowell como uno de los más importantes escritores en los Estados Unidos: "Grecia tiene su Aristófanes; Roma su Juvenal; España tiene su Cervantes; Francia su Rabelais, su Molière, su Voltaire; Alemania su Jean Paul, su Heine; Inglaterra su Swift, su Thackeray; y América tiene su Lowell." Las sátiras de Lowell y el uso del dialecto fue una inspiración para escritores como Mark Twain, William Dean Howells, H. L. Mencken y Ring Lardner.
La crítica contemporánea a Lowell y editora Margaret Fuller escribió, "su verso es estereotipado; su pensamiento no suena profundo, y la posteridad no lo recordará". Duyckinck pensaba que Lowell era muy parecido a otros poetas como William Shakespeare y John Milton. Ralph Waldo Emerson notó que, aunque Lowell poseía una habilidad técnica significativa, su poesía "expresa más su deseo, su ambición, más que el incontrolable impulso interior el cual es la marca auténtica de un nuevo poema... el cual se siente en el tono dominante, más que en partes o líneas brillantes". Aun su amigo, Richard Henry Dana, Jr. cuestionaba las habilidades de Lowell, llamándolo "muy inteligente, entretenido y de buen humor... pero es más bien un frívolo, después de todo." En el siglo veinte, el poeta Richard Armour desestimó a Lowell, escribiendo: "Como un graduado de Harvard y editor para el Athlantic Monthly, debió haber sido difícil para Lowell escribir como un bruto iletrado, pero tuvo éxito." La poetisa Amy Lowell caracterizó a su ancestro James Russell Lowell en su poema "Una fábula crítica" (A critical Fable) (1922), burlándose del título "Una fábula para críticos". En el mismo, una versión ficticia de Lowell dice que él no cree que las mujeres nunca sean iguales a los hombres en las artes y que "los dos sexos no pueden ser clasificados equivalentemente". El crítico literario moderno Van Wyck Brooks escribió que la poesía de Lowell era olvidable: "uno la lee cinco veces y la sigue olvidando, como si este excelente verso haya sido escrito en agua". No obstante, en 1969, la Asociación del Lenguaje Moderno estableció un premio en honor de Lowell, entregado anualmente por "un estudio literario o lingüístico sobresaliente, una edición crítica de un trabajo importante, o una biografía crítica".
El poema de Lowell "La crisis presente" (The Present Crisis), un trabajo temprano respecto de la crisis nacional acerca de la esclavitud que conllevó a la guerra civil, tuvo un importante impacto en los movimientos modernos de derechos civiles. La Asociación Nacional para el Progreso de las Personas de Color llamó a su boletín "La crisis" (The Crisis) a partir de su poema y Martin Luther King, Jr frecuentemente citaba el poema en sus discursos y sermones. El poema fue también la fuente para el himno "Una vez para cada hombre y Nación" (Once to Every Man and Nation).

## Obras
Libros de poesía
- A Year's Life (1841)
- Miscellaneous Poems (1843)
- The Biglow Papers (1848)[20]
- A Fable for Critics (1848)[20]
- Poems (1848)[20]
- The Vision of Sir Launfal (1848)[20]
- Under the Willows (1868)[67]
- The Cathedral (1870)[135]
- Heartsease and Rue (1888)[94]

Libros de ensayo
- Conversations on the Old Poets (1844)
- Fireside Travels (1864)[135]
- Among My Books (1870)[135]
- My Study Windows (1871)[135]
- Among My Books (second collection, 1876)[135]
- Democracy and Other Addresses (1886)[94]
- Political Essays (1888)[94]

## Sobre el autor
- Greenslet, Ferris. James Russell Lowell, His Life and Work. Boston: 1905.
- Hale, Edward Everett. James Russell Lowell and His Friends. Boston: 1899.
- Scudder, Horace Elisha. James Russell Lowell: A Biography. Volume 1, Volume 2. Published 1901.